# マカーテン郡 (オクラホマ州)
マカーテン郡（英: McCurtain County）は、アメリカ合衆国オクラホマ州の南東部隅に位置する郡である。2010年国勢調査での人口は33,151人であり、2000年の34,402人から3.6%減少した。郡庁所在地はイダベル市（人口7,010人）であり、同郡で人口最大の都市でもある。

## 地理
アメリカ合衆国国勢調査局に拠れば、郡域全面積は1,901平方マイル (4,924 km2)であり、このうち陸地1,852平方マイル (4,797 km2)、水域は49平方マイル (127 km2)で水域率は2.58%である。マカーテン郡の地形は北部の山地から南部の豊なレッド川流域まで変化がある。マウンテンフォーク川とリトル川が郡内を流れている。マウンテンフォーク川2年毎にマス釣り (Trout fishing) が解禁される。オクラホマ州で最も標高の低い地点が郡内のリトル川沿いにあり、そこからアーカンソー州に入る。

### 主要高規格道路
- アメリカ国道70号線
- アメリカ国道259号線
- オクラホマ州道3号線
- オクラホマ州道4号線
- オクラホマ州道37号線
- オクラホマ州道87号線
- オクラホマ州道98号線

### 隣接する郡
- ルフロア郡 - 北
- ポーク郡 (アーカンソー州) - 北東
- セビア郡 (アーカンソー州) - 東
- リトルリバー郡 (アーカンソー州) - 南東
- ボウイ郡 (テキサス州) - 南
- レッドリバー郡 (テキサス州) - 南西
- チョクトー郡 - 西
- プッシュマタハ郡 - 北西

### 国立保護地域
- リトル川国立野生生物保護区
- ウォシト国立の森（部分）

## 人口動態

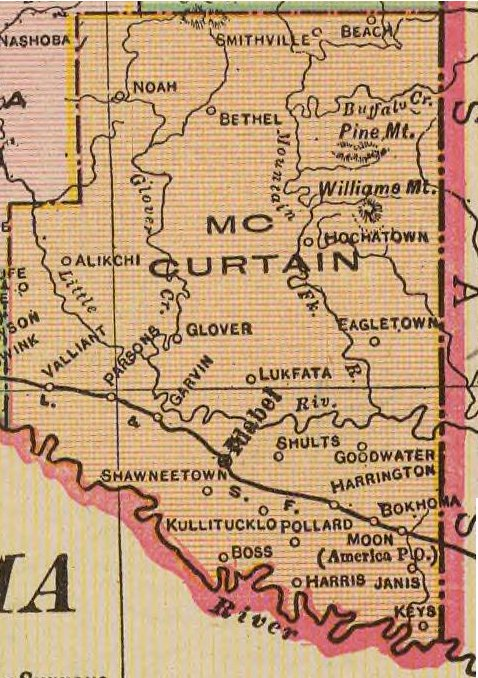
マカーテン郡図、1909年

以下は2000年の国勢調査による人口統計データである。
| 基礎データ - 人口: 34,402人 - 世帯数: 13,216 世帯 - 家族数: 9,541 家族 - 人口密度: 7人/km2（19人/mi2） - 住居数: 15,427軒 - 住居密度: 3軒/km2（8軒/mi2） 人種別人口構成 - 白人: 70.54% - アフリカン・アメリカン: 9.30% - ネイティブ・アメリカン: 13.57% - アジア人: 0.22% - 太平洋諸島系: 0.01% - その他の人種: 1.34% - 混血: 5.02% - ヒスパニック・ラテン系: 3.09% 先祖による構成 - アメリカ人：28.6% - アイルランド系：7.6% - イギリス系：5.9% 言語による人口構成 - 英語: 94.4% - スペイン語: 2.9% - チョクトー語: 2.6% 年齢別人口構成 - 18歳未満: 28.2% - 18-24歳: 8.3% - 25-44歳: 26.2% - 45-64歳: 23.4% - 65歳以上: 14.0% - 年齢の中央値: 36歳 - 性比（女性100人あたり男性の人口） - 総人口: 92.8 - 18歳以上: 89.1 | 世帯と家族（対世帯数） - 18歳未満の子供がいる: 34.0% - 結婚・同居している夫婦: 53.3% - 未婚・離婚・死別女性が世帯主: 14.6% - 非家族世帯: 27.8% - 単身世帯: 25.4% - 65歳以上の老人1人暮らし: 11.0% - 平均構成人数 - 世帯: 2.56人 - 家族: 3.06人 収入と家計 - 収入の中央値 - 世帯: 24,162米ドル - 家族: 29,933米ドル - 性別 - 男性: 26,528米ドル - 女性: 17,869米ドル - 人口1人あたり収入: 13,693米ドル - 貧困線以下 - 対人口: 24.7% - 対家族数: 21.0% - 18歳未満: 32.4% - 65歳以上: 21.2% |

## 都市と町
- バッティースト
- ブロークンボウ
- イーグルタウン
- ガービン
- ハワース
- イダベル - 郡庁所在地
- ミラートン
- ピケンズ
- スミスビル
- トム
- バリアント
- ワトソン
- ライトシティ